# Demonax unicolor
Demonax unicolor là một loài bọ cánh cứng trong họ Cerambycidae.